# Wu Shude
Wu Shude (in cinese: 吴 数 德S; Nanning, 18 settembre 1959) è un ex sollevatore cinese.
Ha vinto la medaglia d'oro alle Olimpiadi di Los Angeles 1984 nella categoria dei pesi gallo (fino a 56 kg).

## Carriera
Nel 1980 Wu Shude, sebbene fosse il campione nazionale cinese nella categoria dei pesi mosca, non poté partecipare alle Olimpiadi di Mosca a causa del boicottaggio del suo Paese in quella edizione dei Giochi.
Nel 1982 ha vinto la medaglia d'oro ai Giochi Asiatici di Nuova Delhi nei pesi gallo. Ai campionati mondiali dello stesso anno a Lubiana ha vinto la medaglia di bronzo sollevando 270 kg. (125 + 145).
Nel 1984 Wu Shude seppe approfittare dell'occasione che gli si presentò alle Olimpiadi di Los Angeles, allorquando la maggior parte dei Paesi del blocco orientale che gravitavano intorno all'URSS boicottò i Giochi Olimpici per ragioni politiche, in risposta al boicottaggio dei Paesi del blocco occidentale di quattro anni prima a Mosca, riuscendo così a vincere la medaglia d'oro nei pesi gallo sollevando 267,5 kg. (120 + 147,5), davanti al connazionale Lai Runming ed al giapponese Masahiro Kotaka. Quella gara olimpica era valida anche come Campionato mondiale, pertanto Wu Shude si aggiudicò un doppio titolo.
Dopo le Olimpiadi del 1984 ha terminato la sua carriera agonistica, diventando allenatore di sollevamento pesi.
Wu Shude durante la sua carriera ha stabilito tre record mondiali nello strappo.